# Aldan (rivier)
De Aldan (Russisch: Алдан) is na de Viljoej de langste zijrivier van de Lena in Oost-Siberië. De rivier is 2273 kilometer lang waarvan ongeveer 1600 kilometer bevaarbaar is.
De Aldan ontspringt in het Stanovojgebergte ten zuidwesten van Nerjoengri, stroomt noordoostelijk voorbij Aldan en Tommot, Oest-Maja, El-Dikan en Chandiga voor ze noordwestelijk afbuigt om daar uit te monden in de Lena nabij Batamaj.
De belangrijkste bijrivieren zijn de Amga, Oesjoer, en Maja. De rivier is bekend vanwege het goud en haar fossielen uit het Cambrium.